# آینه (فیلم رومانیایی)
آینه (رومانیایی: Oglinda) یک فیلم جنگی درام به کارگردانی سرجیو نیکلائسکو است که در سال ۱۹۹۳ منتشر شد.

## بازیگران
- سرجیو نیکلائسکو
- گئورگه دینیکا
- جورجه الکساندرو
- ولادیمیر گیتان
- یوریه داریه
- جورجه کنستانتین
- الکساندرو دوبرسکو
- ائوسبیو اشتفانسکو
- یون مارینسکو
- یون بسویو
- میرچا آنگلسکو
- پل یوآکیم
- ویرجیل آندریسکو